# 4275 Bogustafson
4275 Bogustafson је астероид главног астероидног појаса са средњом удаљеношћу од Сунца која износи 2,655 астрономских јединица (АЈ).
Апсолутна магнитуда астероида је 14,3.